# الیاس دریش
الیاس دریش با نام کامل الیاس دریش العیشاوی الزواوی (عربی: إلیاس دریش) (زاده ۱۹۳۲ – درگذشته ۱۹۸۲) یک شخصیت سیاسی امازیغی اهل الجزایر بود که در دوران اشغال الجزایر توسط فرانسه در منطقه القبایل به دنیا آمده و در حزب مردم الجزایر و سپس جنبش هواداران آزادیهای دمکراتیک مبارزه کرده‌است.

## شرح حال
الیاس از روشنفکران مبارز و فعال و عضو کمیته ۲۲ (از کمیته‌های انقلاب الجزایر) بود. این کمیته روز ۲۳ ژوئن ۱۹۵۴ در منزل او تشکیل و مهم‌ترین مسائلی که در آن مطرح شد بشرح زیر بود:
- توضیح وضعیت اعضای کمیته انقلابی وحدت و عمل و مواضع آن‌ها نسبت به کمیته مرکزی
- جنگ در تونس و مغرب
- ارائه تاریخ «سازمان ویژه» از ابتدای تأسیس تا هنگام انحلال
- اقدامات انجام شده توسط «سازمان ویژه»
- بحران جنبش هواداران آزادی‌های دمکراتیک[۳]

## انقلاب آزادیبخش الجزایر
الیاس دریش (نوه رهبر محمد دریش) میزبان جلسه کمیته انقلابی وحدت و عمل یا «مجموعه ۲۲» در تاریخ ۲۵ ژوئن ۱۹۵۴ در خانه‌اش بود.
در این خانه ۲۲ الجزایری به انقلاب آزادیبخش تا استقلال کامل الجزایر از فرانسه رأی دادند، این نفرات همگی از مبارزان اولیه در «سازمان ویژه» بودند که برای شرکت در این جلسه تعیین‌کننده دعوت شده بودند.

اکثر این افراد از خانواده‌های سرشناس و معروف و تحصیل کرده مدارس جمعیت علمای مسلمین الجزایر بودند.

الیاس دریش دوست صمیمی زبیر بو عجاج از مبارزان علیه اشغال فرانسه و خودش از مبارزان اولیه در جنبش هواداران آزادی‌های دمکراتیک بود که از خوش‌نامی خانواده‌اش «دریش» برای ایجاد شبکه انقلابی مخفی در منطقه القبائل استفاده می‌کرد. صبح روز ۲۵ ژوئن ۱۹۵۴ محمد بوضیاف از مسئولین انقلابی پایتخت نیز به اجتماع «مجموعه ۲۲» پیوست و بعد از تصمیم‌گیری‌های تاریخی که در این جلسه شد، همه نفرات این خانه را برای شروع اقداماتشان ترک کردند.

## درگذشت
الیاس در سال ۱۹۸۲ در شهر المدینه الجزایر درگذشت.